# Ліпа-Мікляс
Ліпа-Мікляс (пол. Lipa-Miklas) — село в Польщі, у гміні Ліпсько Ліпського повіту Мазовецького воєводства.
Населення — 318 осіб (2011).
У 1975-1998 роках село належало до Радомського воєводства.

## Демографія
Демографічна структура станом на 31 березня 2011 року:
|          | Загалом | Допрацездатний вік | Працездатний вік | Постпрацездатний вік |
| -------- | ------- | ------------------ | ---------------- | -------------------- |
| Чоловіки | 156     | 25                 | 113              | 18                   |
| Жінки    | 162     | 31                 | 95               | 36                   |
| Разом    | 318     | 56                 | 208              | 54                   |